# Oak Ridge (Floryda)
Oak Ridge – jednostka osadnicza w Stanach Zjednoczonych, w stanie Floryda, w hrabstwie Orange.